# Lengenbostel
Lengenbostel település Németországban, azon belül Alsó-Szászország tartományban. Lakosainak száma 511 fő (2023. december 31.).

## Népesség
A település népességének változása:
| Lakosok száma | 451  | 460  | 458  | 452  | 478  | 502  | 511  |
|               | 2014 | 2016 | 2017 | 2019 | 2021 | 2022 | 2023 |